# Pölla (Gemeinde Rennweg)
Die Pölla ist eine Einöde in der Gemeinde Rennweg am Katschberg am östlichen Rand des Pöllatals in Kärnten. 2019 gab es einen Einwohner.
Die offiziell als Pöllatal bezeichnete Landschaft wird unterteilt in Inneres und Äußeres Pöllatal. Die Einheimischen bezeichnen die Landschaft als die Pölla (wie die o. g. Einöde) und unterteilen sie in die Hintere und Vordere Pölla. Das Innere Pöllatal ist ein Natura-2000-Schutzgebiet.